# Lindsay Ellingson
Lindsay Ellingson, född 19 november 1984 i San Bernardino County, Kalifornien, är en amerikansk fotomodell. Hon är en av Victoria's Secret Angels.